# 영우디에스피
영우디에스피(Youngwoo DSP Co. Ltd.)는 대한민국의 디스플레이 및 반도체 검사장비 기업이다. 본사는 충청남도 천안시 서북구 성거읍 새터길 164에 위치해 있으며 대표이사는 박금성이다.

## 제품
Cell과 Module 검사용 AVI, ACA, MVI, AOT Cell과 Module의 불량픽셀을 검사하는 패널제조공정 검사장비를 연구 개발 제작하고 있다. 반도체 웨이퍼 범프(Wafer Bump) 3D 검사장비의 국산화한 바 있다

## 상장
2014년 10월 29일에 공모가 5,000원에 상장하였다.

## 참고문헌
1. ↑  영우디에스피, 작년 연결 매출액 495억원… 로봇 사업으로 실적 턴어라운드 기대, 머니투데이, 2023.02.06
2. ↑  영우디에스피, 3분기 영업익 234% 급등, 디일렉, 2020.11.10
3. ↑  영우디에스피, 인공지능 서빙로봇 '서빙고' 상용화 시작, 아이타임즈, 2022.03.14
4. ↑  김건우, 영우디에스피, 반도체 웨이퍼 범프 3D 검사장비 국산화 개발 성공, 머니투데이, 2024.04.03